# Victor Loche
Victor Jean-François Loche (Mandres, 29 marzo 1806 – Bona, 28 giugno 1863) è stato un militare e naturalista francese.

## Biografia
Nel 1853 partecipa alla spedizione naturalistica in Algeria, a quei tempi colonia francese: a partire da quell'anno ne diviene l'organizzatore. Nel 1858 pubblica un dettagliato resoconto delle specie animali osservate nelle spedizioni in Nordafrica, fra le quali descrive 357 specie di uccelli e il gatto delle sabbie, al quale assegnò il nome scientifico di Felis margarita, in onore del capitano Jean-Auguste Marguerite, comandante della spedizione.
Morì di febbre il 28 giugno 1863 a Bona, l'attuale Annaba nel nord-est dell'Algeria.

## Opere
- (FR) Catalogue des mammifères et des oiseaux observés en Algérie, 1858.
- (FR) Histoire naturelle des mammifères, 1867. (postumo)
- (FR) Histoire naturelle des oiseaux, 1867. (postumo)